# Валмијера округ
Валмијера округ (лет. Valmieras rajons, рус. Валмиерский район) је округ у републици Летонији, у њеном северном делу. Управно средиште округа је истоимени град Валмијера. Округ припада историјској покрајини Видземе.
Валмијера округ је унутаркопнени округ у Летонији. То је и гранични округ ка Естонији на северу. На истоку се округ граничи са округом Валка, на југу са округом Цесис и на западу са округом Лимбажи.

## Градови
- Валмијера
- Ренцени
- Машалаца
- Рујиена